# Megachile abnegatula
Megachile abnegatula är en biart som beskrevs av Cockerell 1937. Megachile abnegatula ingår i släktet tapetserarbin, och familjen buksamlarbin. Inga underarter finns listade i Catalogue of Life.